# Кулогорская пещера
Кулого́рская пеще́ра (Шаньги́нская пещера, Кулого́рская-Тро́я) — карстовая пещера в гипсах на северной окраине деревни Кулогора (Пинежское сельское поселение, Пинежский район Архангельской области России), на правом берегу Пинеги. Одна из наиболее известных Пинежских пещер, памятник природы регионального значения.
Протяжённость галерей пещеры составляет более 16 км, амплитуда — 18 м. Горизонтальная лабиринтовая система с множеством входов, низкими (от 0,7 до 1,2 м), широкими (до 10 м) галереями на трёх ярусах. Имеется три естественных и один искусственный вход. Галереи вытянуты в северо-западном и меридиональном направлениях. Пещера сырая во входной и центральной частях. В средней части пещеры температура воздуха составляет 2,5-3 °C. Зимой у входов накапливается много ледяных сталактитов, сталагмитов, заберегов, наледей и сублимационных кристаллов, которые на отдельных участках пещеры сохраняются круглый год. В пещере находится несколько озёр глубиной до 3 м, много глины. Во время весеннего паводка уровень воды в пещере повышается на 1,5 м.
Собственно Кулогорской называют пещеру с обозначением К-1. Второй вход К-2 назывался Медвежьей пещерой. Они были соединены друг с другом архангельскими спелеологами из секции «Лабиринт» в 1983 году. Третий вход К-13 называется Троей, так как был выкопан в том месте, где по словам старожилов находился до его обрушения. Выкопан молодыми спелеологами в 1981 году. Именно в Трое и находятся знаменитые подземные озера. Подробно исследован Карстовым Отрядом АКТЭ и спелеосекцией «Лабиринт». Впоследствии они и нашли место соединения с остальными двумя пещерами.
Имеется искусственно выкопанная шахта, для более удобного прохода в дальнюю часть пещерной системы. Она еще до конца не пройдена и не исследована. В настоящее время этим занимается небольшая группы энтузиастов.
Кулогорская пещера была обнаружена в XI веке, первое описание сделано в 1837 году.